# Mary A. Ahrens
Mary A. Ahrens (Staffordshire, Inglaterra, 29 de diciembre de 1836-17 de febrero de 1921) fue una abogada, profesora, filántropa y sufragista estadounidense.

## Biografía
Cuando tenía 15 años, su padre, el reverendo William H. Jones, marchó a Estados Unidos con toda su familia y se estableció en Illinois. Mary asistió al seminario de Galesburg durante varios años y continuó estudiando hasta que contrajo matrimonio, en 1857. De esta unión nacieron sus dos hijos y su hija.
Durante dieciocho años pasó la mayor parte de su tiempo en el hogar, donde, además de dedicarse a las tareas domésticas y la horticultura, comenzó a estudiar Medicina y finalmente consiguió un diploma. Sintió la necesidad de ayudar a la recién emancipada población afroestadounidense y fue una de las primeras mujeres del estado sureño de Illinois en colaborar con ese colectivo.
Tras su traslado a Chicago, trabajó durante años como profesora. Se casó con el artista Louis Ahrens y accedió a la Facultad de Derecho de la Chicago Union, donde se graduó con excelentes notas. La mayor parte de sus clientes eran mujeres y niños y llegó a ser vicepresidente de la Agencia Protectora de las Mujeres y los Niños.
Fue una sufragista convencida y dirigió la Woman's School Suffrage Association. Asimismo, perteneció a la Asociación de Prensa de las Mujeres.

## Atribución
- Este artículo contiene texto traducido desde una publicación que se encuentra ahora en dominio público: Willard, Frances Elizabeth; Livermore, Mary Ashton Rice (1897). American Women: Fifteen Hundred Biographies with Over 1,400 Portraits : a Comprehensive Encyclopedia of the Lives and Achievements of American Women During the Nineteenth Century. Mast, Crowell & Kirkpatrick.

- Datos: Q38514248